# 치료유효량
치료유효량의 개념을 이해하기 위해서는 최소치료와 최대치료의 개념을 알아야 한다.

## 개념

### 최소치료(유효량)
치료를 위해 어떤 작용을 가할 때, 해당 작용이 생체를 변화시키는 최소한의 양이다.

### 최대치료(유효량)
치료를 위해 어떤 작용을 가할 때, 해당 작용이 의도한 변화에서 부작용이나 독성을 일으키지 않고 생체를 변화시키는 최대한의 양이다.

### 치료유효량
치료유효량은 치료를 위한 작용을 가했을 때 유효한 치료 작용이 일어나는 양으로써, 최소치료유효량과 최대치료유효량 사이의 값이다.

## 같이 보기
- IC50
- 호르미시스 효과